# Sidowangi (Kajoran)
Sidowangi is een bestuurslaag in het regentschap Magelang van de provincie Midden-Java, Indonesië. Sidowangi telt 1591 inwoners (volkstelling 2010).